# Bellcaire d'Urgell
Bellcaire d'Urgell és un municipi de Catalunya situat a la comarca de la Noguera.

## Etimologia
L'origen del nom de Bellcaire és objecte de dubte. Podria tenir un origen islàmic, de l'àrab vulgar, Bu-l-khàir, derivat d'Abul-khair, segurament un personatge rellevant vinculat amb la ciutat islàmica de Balaguer però, com altres poblacions que tenen aquest nom, segurament prové d'un «indret bé o bellament escollit».
Per altra banda, Bellcaire s'esmenta al segle xi com a grafia aglutinada dels mots bell i caire, en el sentit de bella obra. Probablement seria de procedència occitana i faria referència a la pedra tallada que devia designar la torre primitiva. Urgell és determinatiu de l'antic comtat d'Urgell.

## Geografia
- Llista de topònims de Bellcaire d'Urgell (Orografia: muntanyes, serres, collades, indrets..; hidrografia: rius, fonts...; edificis: cases, masies, esglésies, etc).

El municipi se situa al sud de la serra d'Almenara, a la plana regada pel canal d'Urgell. La carretera C-53, que enllaça Tàrrega amb Balaguer, és la principal via de comunicació i travessa el nucli urbà. També finalitza el seu recorregut la carretera LP-3322, que comunica Bellcaire d'Urgell amb Linyola i Mollerussa.
| la Sentiu de Sió       | Cubells i Balaguer | Montgai                      |
| Vallfogona de Balaguer |                    | Bellmunt d'Urgell i Penelles |
|                        | Linyola i Bellvís  |                              |

El clima és mediterrani continentalitzat, amb temperatures que superen els 30 graus a l'estiu i baixen dels 0 graus en certs períodes de l'hivern. La primavera i la tardor, com a estacions intermèdies, han tingut un retrocés, pel que fa a la seva durada, en favor de les estacions extremes, esmentades abans.
Des del punt de vista geològic, dins del terme municipal es poden trobar roques detrítiques, gresos i bancs de conglomerats que alternen amb capes argiloses rogenques. Aquestes capes surten a la superfície donant una imatge característica d'aquest indret. També s'hi troben dipòsits de peu de muntanya que es remunten a l'Oligocè.

## Economia

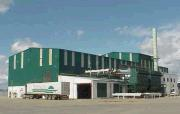
Empresa Transalfals

L'activitat econòmica és principalment agrària. El canal d'Urgell rega la major part de les terres de conreu, en les quals es cultiven cereals, fruita dolça, lleguminoses, hortalisses i, en menor proporció, ametllers i oliveres. També es cultiva farratge, que és aprofitat per dues important indústries de transformació local, La Cooperativa i Transalfals.
La ramaderia té un paper important, especialment pel que fa a la cria de bestiar porcí, boví, oví i de l'aviram. La indústria la compon majoritàriament la confecció i l'alimentació, especialment pel que fa als ous.

## Demografia
| Entitat de població | Habitants (2024) |
| Bellcaire d'Urgell  | 1.207            |
| el Pedrís           | 19               |
| Font: Idescat       |                  |

| 1497 f | 1515 f | 1553 f | 1717 | 1787 | 1857  | 1877  | 1887  | 1900  | 1910  |
| ------ | ------ | ------ | ---- | ---- | ----- | ----- | ----- | ----- | ----- |
| 15     | 21     | 17     | 70   | 251  | 1.285 | 1.275 | 1.360 | 1.728 | 2.215 |

| 1920  | 1930  | 1940  | 1950  | 1960  | 1970  | 1981  | 1990  | 1992  | 1994  |
| ----- | ----- | ----- | ----- | ----- | ----- | ----- | ----- | ----- | ----- |
| 2.401 | 1.612 | 1.487 | 1.660 | 1.733 | 1.691 | 1.596 | 1.463 | 1.427 | 1.427 |

| 1996  | 1998  | 2000  | 2002  | 2004  | 2006  | 2008  | 2010  | 2012  | 2014  |
| ----- | ----- | ----- | ----- | ----- | ----- | ----- | ----- | ----- | ----- |
| 1.369 | 1.346 | 1.307 | 1.257 | 1.218 | 1.295 | 1.269 | 1.341 | 1.350 | 1.305 |

| 2016  | 2018  | 2020  | 2022  | 2024  | 2026 | 2028 | 2030 | 2032 | 2034 |
| ----- | ----- | ----- | ----- | ----- | ---- | ---- | ---- | ---- | ---- |
| 1.263 | 1.252 | 1.199 | 1.229 | 1.228 | -    | -    | -    | -    | -    |

L'any 1857 incorpora el Pedrís. L'any 1930 es desagrega de la Sentiu de Sió i de les masies de Flix.

## Història

### Prehistòria, edat antiga i alta edat mitjana
Les restes arqueològiques trobades, per una banda, a la falda de la serra d'Almenara, i per l'altra, al Pedrís, indiquen la presència d'una comunitat humana al Neolític que es mantingué també fins a l'acabament de l'edat del bronze.
De la presència romana es conserven uns molins de mà, de difícil datació, els quals també podrien pertànyer a l'època visigòtica. Entre l'any 716 i 719 s'inicià el domini musulmà que durà fins a la fi del segle xi. D'aquesta època se'n conserven alguns topònims i una tradició de regatge, molineria, basses i habitatge que donen testimoni d'una certa vitalitat i estabilitat de la població.

### Reconquesta, baixa edat mitjana i repoblaments

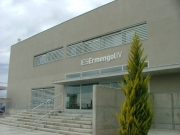
L'Institut Ermengol IV de Bellcaire d'Urgell

L'any 1090, un moviment de tropes catalanes en una sèrie d'atacs contra Balaguer, comandades per Ermengol IV, comte d'Urgell, portà probablement a la reconquesta de Bellcaire d'Urgell per part dels cristians. Un any més tard, l'any 1091, Ermengol IV encomanà al monestir de Tavèrnoles la restauració del lloc i la construcció d'una església en honor de Sant Sadurní Màrtir i a Santa Maria Mare de Déu. Els primers anys de dominació cristiana i l'assentament de pobladors foren marcats pels atacs constants dels àrabs des de Balaguer, Barbastre i especialment Lleida, que desestabilitzaren el cens.
El 31 d'octubre de 1139, el comte Ermengol VI posà les bases per al segon intent de repoblació de Bellcaire d'Urgell. Manà als nous pobladors la construcció d'una fortalesa donada la situació inestable de Lleida. Apareix la primera llista de propietaris alodials que, per accedir a les terres, s'han de vincular al seu patronatge o al dels seus successors i no podran vendre a altres senyors la propietat rebuda. L'èxit d'aquest segon repoblament fou relatiu, donat que l'any 1157 Ermengol VII instal·là de nou més pobladors. Aquests tingueren una sèrie de condicions més restrictives que els anteriors. Encara hi hagué més incentius de repoblament a la darreria del segle xii amb la terra ja protegida i estabilitzada. Els diferents intents de repoblament, juntament amb els grans avantatges per als pobladors, indiquen que el lloc degué patir condicions de vida molts dures per viure-hi en aquella època.
El 25 de gener de 1183, Bellcaire passa a mans del monestir de Bellpuig. Aquest domini es tradueix en un cert increment de patrimoni monàstic. En acabar-se el segle xiii les guerres internes del comtat d'Urgell provoquen una davallada dràstica de la població de Bellcaire. A causa dels deutes del monestir, el cenobi premostratenc de les Avellanes es veu obligat a vendre Bellcaire d'Urgell al monestir de Poblet. Amb aquest canvi, es concedeix una política d'emfiteusi a onze famílies per tal que hi visquin tot l'any i s'aconsegueix finalment una estabilitat demogràfica, que amb els anys augmentarà progressivament. La presència d'un monjo amb el títol de «preceptor de Bellcaire» indica la importància de la propietat pobletana.

### Edat moderna

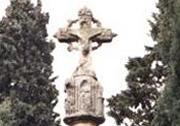
Creu del terme

Amb la mort sense descendència de Martí l'Humà el segle xv, Ferran de Trastàmara s'imposà al comte d'Urgell Jaume II i oferí a fra Joan Martínez de Mengucho la jurisdicció senyorial d'alguns dels territoris que formaven el comtat d'Urgell. El 30 d'abril de 1415 Martínez de Mengucho visità Bellcaire d'Urgell i tots els caps de família del poble li juraren fidelitat.
Durant els segles xvi i xvii, les pestes, les sequeres i el creixent bandolerisme minvaren la població de Bellcaire i enduriren les seves condicions de vida, obligant als bellcairencs a fer ús dels censals i els violaris. A més de la guerra dels segadors, una plaga de llagosta entre 1687 i 1689 acabà d'ensorrar l'economia rural. El poble organitzà aleshores una romeria al santuari de la Mare de Déu de les Sogues per solucionar aquest problema. Aquesta romeria tindrà una llarga tradició al llarg del temps.

### Edat contemporània
Durant la guerra del Francès sorgí la llegenda del «batlle de Bellcaire», que narra la gesta de tres homes -el batlle i dos minyons- que s'enfrontaren a un destacament francès que volia saquejar el municipi, enduent-se les provisions. El batlle, muntat a cavall, aconseguí de fer-los fora, i provocà que els francesos no s'atrevissin més a anar a Bellcaire amb pocs homes.
El canal d'Urgell, la construcció del qual acabà l'any 1864, suposà la fi de la crisi econòmica de Bellcaire i l'estabilitat demogràfica definitiva del municipi. No obstant això, els inicis del canal estigueren marcats, per una banda, per les protestes veïnals pels imposts que imposà la Junta del Canal i, per l'altra, pels problemes que originà l'arribada de l'aigua, com la mort dels sembrats a causa de la sal que, per capil·laritat, aflorava a la superfície, i per l'epidèmia de paludisme que sorgí arran dels entollaments que es formaren en diferents punts del canal.
Al segle xx Bellcaire d'Urgell patí la fil·loxera que eliminà totes les vinyes el 1902. El 1917 es col·loca una font pública amb quatre brocs al bell mig de la plaça Major. Després de la Guerra Civil espanyola, es construïren les primeres cases barates, els dipòsits d'aigua, la bàscula municipal, les escoles, la rectoria i la caserna de la Guàrdia Civil. També s'organitzà la cooperativa agrícola.
Als anys 50 la població començà a emigrar cap a la ciutat al mateix temps que arribava la mecanització agrària, que feia innecessària tanta mà d'obra. L'any 1967 es fundà la cooperativa tèxtil COIBESA i, un any més tard, el Centre d'Estudis "Urgell", que més tard esdevindrà l'actual Institut Ermengol IV de Bellcaire d'Urgell. El paper d'aquestes dues institucions fou clau per aturar la fugida de treballadors i estudiants i per assolir la major població de la seva història, amb quasi 1.800 habitants.

## Llocs d'interès
- La Creu del terme, obra tardogòtica. S'hi poden distingir les figures dels apòstols en el capitell circular i sota les petxines. Actualment s'ubica a la Plaça dels Mestres.
- L'Església de Santa Maria, edifici construït el 1773 amb bells carreus escairats. L'interior s'arranjà més tard per motius estètics.[3]
- El Molí d'Oli, on s'elabora oli des de l'any 1929.
- La Col·lecció d'eines agrícoles de Ramon Teixidó.
- L'Edifici de l'Ajuntament.
- El Monument del novè centenari de la fundació de Bellcaire d'Urgell.
- El Campanar.
- El Poliesportiu.

## Bellcairencs
- Antonio Badia i Andalé (germà Hermógenes Badia) (1908-1936), membre de la congregació dels germans Maristes. Fou un dels 42 germans afusellats el 9 d'octubre de 1936 davant del Cementiri de Montcada, a Barcelona, per membres de la FAI. Fou Beatificat pel Papa Benet XVI el 28 d'octubre de 2007.
- Francesc Llanes Coll (Bellcaire d'Urgell 4/10/1910 - Güsen, Mauthausen, 30/03/1944), deportat bellcairenc al camp d'extermini nazi de Güsen (Mauthausen).
- Josep Pérez i Solé, besavi, per part de pare, del futbolista argentí Lionel Messi. Emigrà a Argentina el 1928 i es casà amb Rosa Mateu i Gese, d'Os de Balaguer, a qui havia conegut durant el viatge.[4]
- Ramon Valentines i Colomines, «l'últim home, que no volent transigir amb les modes noves, vestí sempre el típic trajo català de l'Urgell».[5]